# گمینا بوبروونگکی (استان کویافسکو-پومورسکی)
گمینا بوبروونگکی (استان کویافسکو-پومورسکی) (به لهستانی:  Gmina Bobrowniki) یک گمینا در لهستان است که در شهرستان لیپنو واقع شده‌است. گمینا بوبروونگکی ۹۵٫۵۵ کیلومتر مربع مساحت و ۳٬۰۴۴ نفر جمعیت دارد.